# The Korea
The Korea — российская метал-группа, образованная в 2003 году в Санкт-Петербурге изначально под названием "Korea". Изначально игравшая в жанрах маткор и альтернативный метал, в 2010 году группа меняет направление на прогрессивный метал и джент. Также происходит смена названия.

## История

### Становление, период хаотик-хардкора (2003-2010)
Группа была организована двумя братьями, Сергеем и Александром Кузнецовыми. Впоследствии к ним в качестве бас-гитариста присоединился Станислав Рождественский. Затем на роль вокалиста в группу был приглашён Евгений Потехин из Amatory. Незадолго до записи демо Amatory он был призван в армию и вернувшись он остался не у дел, поскольку группа начала справляться без него. Участники Amatory познакомили его с тогда ещё безымянной группой, с которой делили репетиционную точку. После укомплектования состава и выбора названия — Korea — группа сразу же заняла свою нишу в музыкальной среде как неординарный и оригинальный коллектив.
1 марта 2006 года Korea выпустила дебютный альбом под названием На сломанных крыльях на лейблах Mazzar Records / Mystic Empire Records. Запись проходила на студиях «Contact» и «DDT». Через короткий промежуток времени группа сняла свой первый клип на песню "Полюса". В поддержку альбома был дан тур по городам России.
Второй альбом Пульс был записан летом 2007 года. Запись и сведение альбома проходили в датской студии Smart ‘n’ Hand studio под руководством Jacob Bredahl.  Релиз состоялся 19 октября 2007 на Mazzar Records / Mystic Empire Records. Сразу после релиза альбома группа взяла второго гитариста Ивана Барбакова, чтобы на концертах Потехин мог полностью сконцентрироваться на вокале.
7 июня 2009 года Стас Рождественский покинул группу. В 2010 году группа сменила название на The Korea, а 9 апреля 2010 года выпустила мини-альбом Песочный человек.

### Колесницы Богов,Saturnus, нестабильность состава (2011-2015)
В начале 2011 года группа отыграла на фестивале "Праздник Убитой Ёлочной Игрушки" вместе со Stigmata, Jane Air и 7000$. Весной 2011 года к группе ненадолго присоединился гитарист Анатолий Ваньков (ex-Emily Rose). Уже летом Евгений Потехин перешёл на вакантную позицию второго гитариста, а в качестве вокалиста присоединился Илья Санников из группы Pull the Curtains.
19 декабря 2011 года The Korea выпустила интернет-сингл и клип под названием "Теория хаоса", а 15 января 2012 года вышел третий альбом группы, Колесницы Богов.
В поддержку альбом группа отыграла Chariots of the Gods-тур в феврале-марте и мае 2012 года по городам России, Беларуси и Украины. Из отснятых во время этого тура видеоматериалов был смонтирован видеоклип на песню "Ватерлиния", выпущенный 20 апреля 2012 года. 21 апреля 2012 года состоялась презентация альбома в Санкт-Петербурге при поддержке группы Outofchannel. 13 июля группа сыграла на фестивале FONOFEST 2012 в Латвии. Осенью группа отыграла ещё один хэдлайн-тур по городам стран СНГ.
После подписания контракта с Rogue Records America в сентябре 2012 года, альбом был переиздан под названием Chariots of the Gods, с переведенными на английский язык названиями песен. Колесницы Богов был высоко оценен, заняв 9 позицию в топе лучших джент-релизов 2012 года по версии тематического музыкального сайта got-djent.com, встав в один ряд с альбомами таких известных прогрессив-метал групп как Hacktivist, Veil of Maya, Meshuggah и Periphery, а в списке лучших бесплатных джент-релизов 2012 года Колесницы Богов занял 1 место, обогнав работы музыкантов Tesseract, Intervals и Sithu Aye. На тематическом портале ДрагМеталлы Колесницы Богов занял первое место в номинации "Лучший российский альбом 2012-го".
25 марта 2013 года The Korea выпустила мини-альбом Saturnus. В апреле 2013 группа отыграла тур "Revenge Of The Universe" в Европе. 25 мая прошла презентация Saturnus в питерском клубе MOD. Осенью The Korea приняла участие в ряде фестивалей, в том числе Generations Fest в Санкт-Петербурге, где разделила сцену с Betraying the Martyrs, Sarah Where Is My Tea и The Wheels of Sorrow. 17 октября вышел концертный клип на песню "Saturnus", отснятый на выступлении группы на фестивале "Катись квадрат" в Тюмени.
23 сентября 2013 вокалист Илья Санников покинул группу в связи с творческими разногласиями. В начале 2014 года новым фронтменом стал Евгений Жуков, с которым был записан сингл "На вершине горы", вышедший в мае этого же года. В апреле 2014 года The Korea принимает участие в фестивалях Back to Zero в Москве и Санкт-Петербурге, где делит сцену с Amatory, 5diez и Tracktor Bowling. В начале 2015 года на позицию вокалиста вернулся Евгений Потехин. К лету того же года группу покинули басист Руслан Латыпов, барабанщик Сергей Кузнецов, а чуть позже и вокалист Евгений Жуков. Несмотря на это, оставшиеся участники Евгений Потехин и Александр Кузнецов начали работу над новым альбомом.

### Новый состав,Cosmogonist,Calypsoи смена вокалистов (2015-2019)
В сентябре 2015 были объявлены новые участники группы, включая нового вокалиста — Кирилла Штранина, и представлен отрывок сингла "Порох", который был выпущен 31 октября вместе с клипом. 14 ноября 2015 в формате lyric-video на YouTube был презентован сингл "Чёрное море". 19 ноября 2015 года группа выложила на своей официальной странице ВКонтакте новый альбом, получивший название Cosmogonist. В ноябре-декабре 2015 года группа откатала большой тур по городам России, состоящий из 19 городов.
В апреле 2016 группа дала большой сольный концерт в Москве, в мае выступила в качестве хэдлайнера на Belarus Underground Awards в Минске. В начале июля 2016 года был выпущен клип "Гидра", снятый во время весенних концертов в Москве и Минске. В конце того же месяца группа представила получасовой фильм «We Are The Korea: Cosmogonist», в котором рассказано о процессе создания альбома, туре в его поддержку и новом составе.
11 сентября 2016 года на своей странице в сети Instagram Евгений Потехин сообщил что «По личным и сложившимся обстоятельствам больше не является участником коллектива The Korea», позже информация об уходе Евгения была опубликована на официальной странице группы. Там же группа сообщила, что работает над новым материалом.
В ноябре 2016 был выпущен тизер нового сингла, который вышел под названием "Phoenix" 21 января 2017 года вместе с playthrough-видео. Группа объявила, что новый альбом будет состоять из двух частей, которые будут выпущены отдельно друг от друга. Первая часть Calypso Act I была выпущена 7 апреля 2017 года. 9 сентября вышел клип на пересведённую версию песни "У порога мечты".
9 октября вышел клип на новую композицию "Снегопады" со второй части альбома. В цифровых магазинах сингл стал доступен 21 ноября, в него также вошли пересведённые версии "На пороге мечты" и "Знаки" из первой части Calypso, а также инструментальные версии всех 3 композиций.
6 сентября 2018 года вышел сингл и клип "Ярость Марса". 12 сентября 2018 года в группе ВКонтакте лейбла Polygon Records было объявлено, что The Korea стала их новым артистом.
16 ноября 2018 вышел Calypso Act II. С конца ноября группа отправилась в Calypso Tour по городам европейской и уральской части России.
В честь пятнадцатилетия группы 11 и 12 апреля 2019 года были отыграны концерты в Санкт-Петербурге и Москве соответственно. В этих же городах 25 и 26 июня группа выступила в качестве специального гостя на концертах Parkway Drive.
11 июля 2019 года вокалист Кирилл Штранин сообщил, что больше не является частью The Korea. Днём позже группа официально подтвердила эту информацию.
15 августа 2019 года The Korea выпустили новый сингл "Горизонты" и клип на него. Вокалистом стал Олег Ланкин, ранее участвовавший в группах MASSFACE и Nibiru. 29 августа группа отыграла сет на Полигон Фесте, а 24 сентября в качестве специальных гостей предварила выступление As I Lay Dying в Санкт-Петербурге. В декабре состоялись сольные концерты в Туле, Москве и Рязани соответственно.
29 марта 2020 года в связи с вызванными пандемией коронавируса карантинными мерами был организован первый в истории группы онлайн-концерт.
19 мая 2020 года вышел сингл "Лабиринт". 26 сентября 2020 года группа сделала заявление об уходе Ланкина. В интервью YouTube-каналу ХЭНГОВЕР гитарист Юрий Лампочкин рассказал о последовавшей далее попытке работы над новым материалом с Кириллом Штраниным, которая не удалась по итогу.

### Вячеслав Соколов,Vorratokon,Мёди мини-альбомы (2020-настоящее время)
10 октября 2020 года в Москве состоялся совместный концерт группы с  #####, Tsygun и Morokh, где вместе с The Korea в качестве сессионного участника выступил Вячеслав Соколов, бывший вокалист Amatory, Such A Beautiful Day, The Wheels Of Sorrow. О перспективах дальнейшего сотрудничества обе стороны отвечали уклончиво. 30 декабря Соколов был объявлен действующим членом группы. Открылся сбор средств на новый альбом посредством платформы Planeta.ru, в итоге завершившийся достижением 173% первоначальной суммы.
11 февраля 2021 года вышел сингл и клип "Петля", 28 сентября 2021 - "Миллениум", 24 декабря 2021 - "Пропасть". Седьмой студийный альбом, Vorratokon, вышел 22 февраля 2022 года. 10 сентября 2022 группа объявила об уходе с лейбла Polygon. 11 ноября 2022 была выпущена инструментальная версия альбома Vorratokon.
22 декабря 2022 года вышел сингл "Изгой", 3 марта 2023 - "Тварь". 7 апреля 2023 был выпущен EP Яд.
24 мая 2024 года вышел восьмой студийный альбом The Korea, Мёд; 2 августа 2024 была издана инструментальная версия альбома. 26 июля 2024 года вышел концертный альбом Live in Saint-P. В поддержку альбома Мёд группа отыграла сольные концерты в Санкт-Петербурге 13 сентября и Москве 14 сентября 2024 года.
25 апреля 2025 года вышел EP Оскал.

## Скандалы и конфликты
В 2013 году во время концерта The Korea в Катовице (Польша) после оскорбления группы одним из посетителей концерта произошла потасовка.
4 декабря 2015 года на концерте The Korea в Курске по техническим причинам группа была вынуждена приостановить выступление с целью настройки оборудования. В это время вокалисты группы начали общаться с публикой и отвечать на вопросы фанатов в шутливой, но грубой форме. После ряда резких выкриков из зала в адрес The Korea, вокалисты так же в матерной форме позвали подняться на сцену желающих поговорить. В результате на сцену поднялся один из посетителей концерта, который был оскорблён «грубым общением» с залом и ударил вокалиста Евгения Потехина, после чего развязалась массовая драка. Инцидент получил огласку в СМИ.

## Сторонние проекты
- После ухода из The Korea, Евгений «PJ» Потехин образовал андеграундный хип-хоп проект Askeza в 2017 году[28].
- Экс-вокалист The Korea Евгений Жуков образовал прогрессив-метал группу Tenops в 2016 году[29].
- До присоединения к The Korea, вокалист Кирилл Штранин участвовал в группах They Tap Revolt и Invertor. После ухода из The Korea, Invertor стал основным коллективом Штранина.
- Экс-вокалист Илья Санников образовал акустический проект MurrMurr и рок-группу Hot Blood Nature, просуществовавшую с 2014 по 2018 годы[30]. В 2018 году Санников присоединился к Invertor в качестве гитариста и бэк-вокалиста.
- Параллельно с The Korea, экс-вокалист Олег Ланкин принимал участие в группах MASSFACE и Ninthshaft.
- В 2020 году музыканты The Korea, гитарист Юрий Лампочкин и басист Антон Акимов, совместно с Игорем Капрановым (Amatory, Ауткаст), Ирой Сиденко (DEHYDRATED) и барабанщиком Лексом Грибковым образовали грув-метал группу Blackpyres[31]. 16 мая 2023 года вышел одноимённый полноформатный альбом Blackpyres[32]. В 2024 году вышел EP Doom Flow.

## Состав

### Текущий состав
- Александр Кузнецов — гитара (с 2003)
- Антон Акимов — бас-гитара (с 2015)
- Денис Буханцев — ударные (с 2015)
- Юрий Лампочкин — гитара (с 2015), семплы (с 2016)
- Вячеслав Соколов — вокал (c 2020)

### Бывшие участники
- Сергей «Farsh» Кузнецов — ударные (2003—2015)
- Станислав Рождественский — бас-гитара (2003—2009)
- Евгений «PJ» Потехин — вокал (2003—2011, 2015—2016), гитара (2003—2007, 2011—2015), семплы (2003—2016)
- Иван «Грин» Барбаков — гитара (2007—2008, 2009—2011)
- Руслан Латыпов — бас-гитара (2009—2015)
- Анатолий Ваньков — гитара (2011)
- Илья «Mufasa» Санников — вокал (2011—2013)
- Евгений Жуков — вокал, семплы (2014—2015)
- Кирилл Штранин — вокал (2015—2019)
- Олег Ланкин — вокал (2019—2020)

## Дискография
| Альбомы - 2006 — На сломанных крыльях - 2007 — Пульс - 2012 — Колесницы Богов - 2015 — Cosmogonist - 2017 — Calypso Act I - 2018 — Calypso Act II - 2022 — Vorratokon - 2024 — Мёд Мини-альбомы - 2010 — Песочный человек - 2013 — Saturnus - 2017 — Снегопады - 2023 — Яд - 2025 — Оскал Инструментальные альбомы - 2015 — Колесницы Богов (Instrumental) - 2017 — Calypso Act I (Instrumental) - 2018 — Calypso Act II (Instrumental) - 2022 — Vorratokon (Instrumental) - 2024 — Мёд (Instrumental) | Синглы - 2011 — Теория хаоса - 2014 — На вершине горы - 2015 — Порох - 2015 — Чёрное море - 2017 — Феникс - 2017 — Снегопады - 2018 — Ярость Марса - 2019 — Кронос (ремастеринг-версия) - 2019 — Горизонты - 2020 — Лабиринт - 2021 — Петля - 2021 — Миллениум - 2021 — Пропасть - 2022 — Изгой - 2023 — Тварь - 2023 — Память - 2024 — Голод - 2024 — Истина - 2024 — Змеи - 2025 — Плеть |

## Видеография

### Концертные записи
- 2024 — Презентация "ЯД" (Концерт в Санкт-Петербурге)[34]

### Видеоклипы
- 2006 — Полюса
- 2007 — Старое радио
- 2008 — Солнце не взошло
- 2011 — Теория хаоса
- 2012 — Ватерлиния
- 2013 — Saturnus
- 2015 — Порох
- 2016 — Сталинград
- 2016 — Гидра
- 2017 — Phoenix
- 2017 — У порога мечты
- 2017 — Снегопады
- 2018 — Знаки
- 2018 — Ярость Марса
- 2019 — Горизонты
- 2020 — Лабиринт
- 2021 — Петля
- 2021 — Миллениум
- 2021 — Пропасть
- 2022 — Изгой
- 2023 — Собаки
- 2023 — Память
- 2024 — Голод
- 2024 — Культ

### Документальные фильмы
- 2016 — We Are The Korea: Cosmogonist